# Quy hoạch số nguyên
Quy hoạch số nguyên là một vấn đề của tối ưu hóa toán học, trong đó một vài hoặc toàn bộ các biến được giới hạn thành các số nguyên. Trong nhiều trường hợp, quy hoạch số nguyên được dùng thay cho quy hoạch số nguyên tuyến tính.